# Ladurée

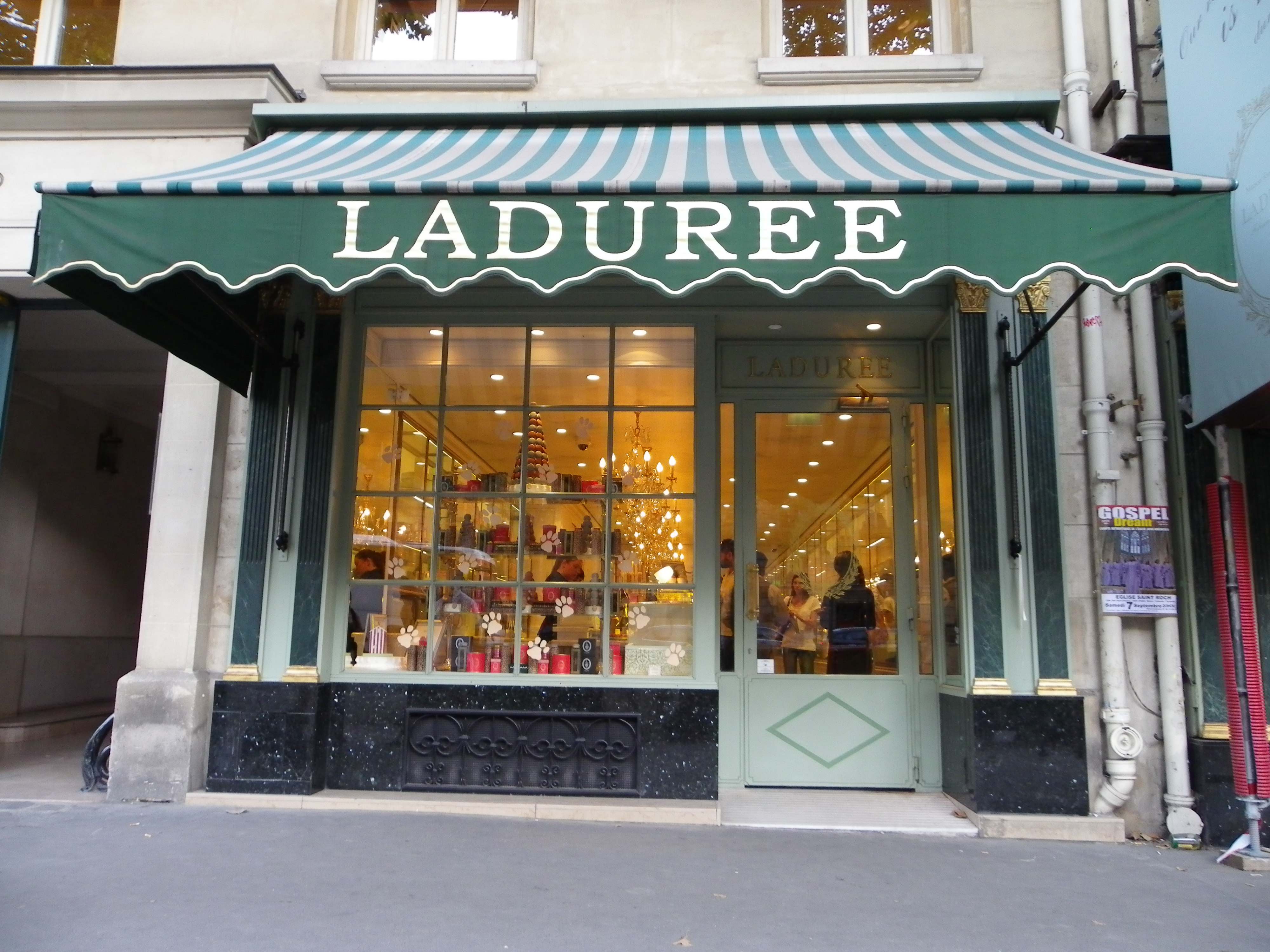
Ladurée Ladenlokal in der rue Royale à Paris

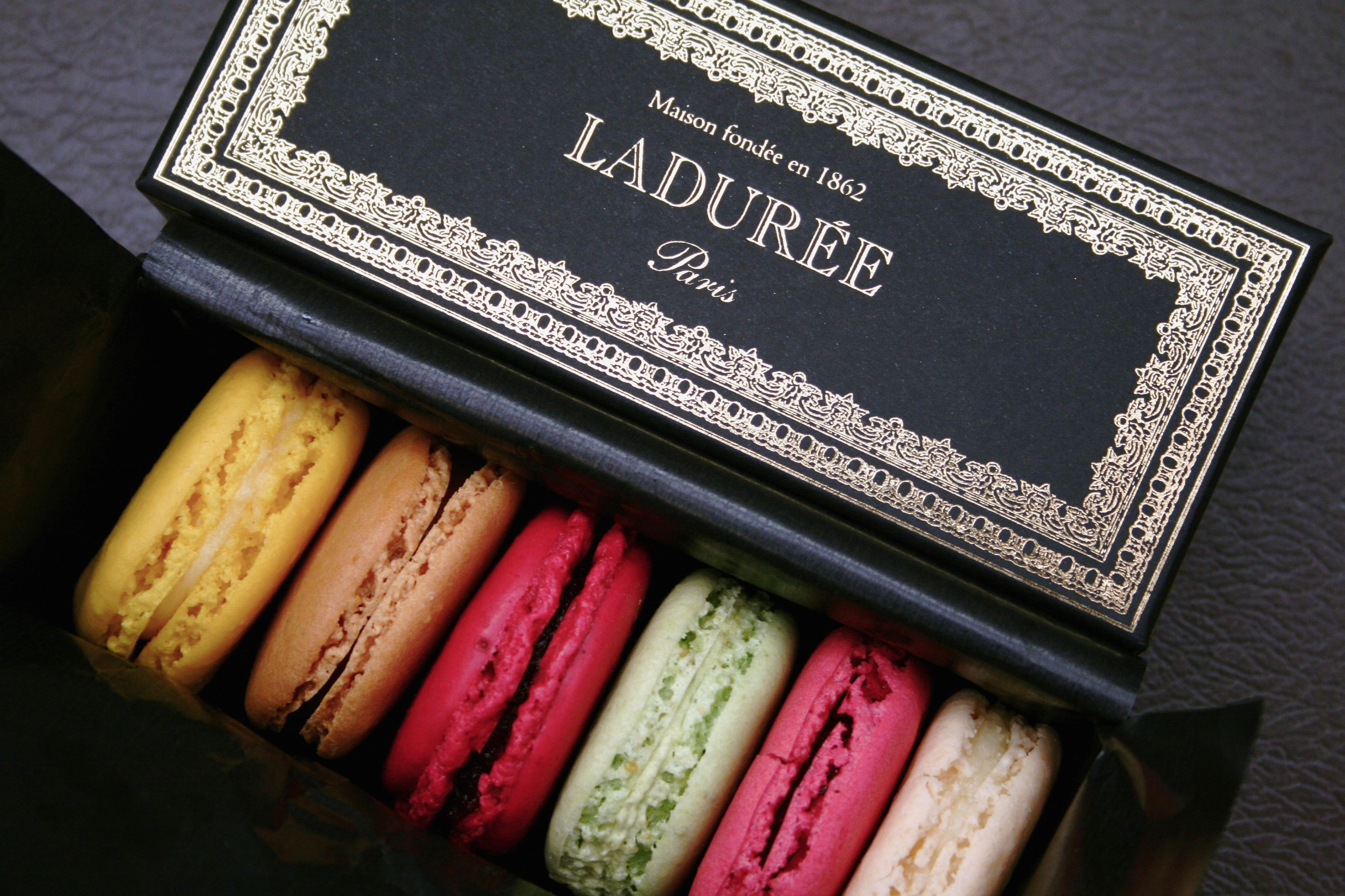
Macarons Ladurée in der typischen Schachtel

Maison Ladurée ist eine besonders für ihre bunten Macarons bekannte traditionsreiche französische Nobel-Konditorkette (pâtisserie).
Louis Ernest Ladurée (1836–1904) eröffnete 1862 eine Feinbäckerei in der Rue Royale in der Gegend um die Pariser Kirche La Madeleine im 8. Arrondissement. Es war das Jahr der Grundsteinlegung der Opéra Garnier und der Bezirk wurde ein Nobelviertel, wovon Laduree profitierte. Das Geschäft florierte während der Jahre des Zweiten Kaiserreichs und auch wenn das Geschäft 1871 während der Pariser Kommune niedergebrannt wurde, ging es auch während der Dritten Republik steil bergauf. 1890 wurde der Laden um ein von Jules Chéret dekoriertes Teehaus erweitert und zu einem Treffpunkt der Pariser High Society. Ein Verwandter von Ladurée, Pierre Desfontaines, erfand im 20. Jahrhundert das typische Rezept der Ladurée-Macarons, es wurden immer mehr Filialen eröffnet und die Edelprodukte weltweit verkauft.
Pralinen, Bonbons, hausgemachte Marshmallows und Fruchtmarkgelées sowie Tees, Honig, Konfitüren und ein Brotaufstrich aus Karamell-Salzbutter zählen zum kulinarischen Sortiment. Inspiriert von den verschiedenen Aromen kreierte Ladurée auch Duftkerzen, Hausparfüms und eine nach Mandeln duftende Pflegelinie. Auf Englisch und Französisch sind auch Kochbücher des Hauses erhältlich.
Seit 1993 gehört die Société par actions simplifiée zur französischen Groupe Holder. 2006 stellte das Haus das Gebäck für die opulenten Gelage im Film Marie Antoinette her.